# بوركان (مقاطعة فيروزآباد)
بوركان (بالفارسية: بورکان) هي قرية تقع في قسم خواجه‌اي الريفي في إيران. يقدر عدد سكانها بـ 696 نسمة .